# Дальова
Дальова (пол. Daliowa) — село в Польщі, у гміні Яслиська Кросненського повіту Підкарпатського воєводства.
Населення — 315 осіб (2011).

## Розташування
Розташоване в південно-східній частині Польщі, у східній частині Низьких Бескидів, у долині Яселки при впадінні Дальовки, недалеко кордону зі Словаччиною. Розташоване поблизу автошляху № 897 на захід від Яслиськ між Тилявою та Команчею.

## Історія
Уперше згадується у 1363 році.
У міжвоєнний період було в селі 100 господарств. Село ділилося на частини з власними назвами, напр. Горишнівка, Марківка, Курделівка.
До 1945 року в селі було переважно лемківське населення: з 680 жителів села — 580 українців-грекокатоликів і 40 українців-римокатоликів (латинників), 40 поляків і 20 євреїв.
Після повоєнного виселення на понімецькі землі повернулися три лемківські родини.
У 1975—1998 роках село належало до Кросненського воєводства.

## Демографія
Демографічна структура станом на 31 березня 2011 року:
|          | Загалом | Допрацездатний вік | Працездатний вік | Постпрацездатний вік |
| -------- | ------- | ------------------ | ---------------- | -------------------- |
| Чоловіки | 168     | 42                 | 108              | 18                   |
| Жінки    | 147     | 37                 | 82               | 28                   |
| Разом    | 315     | 79                 | 190              | 46                   |

## Пам'ятки культури
- дерев'яна греко—католицька церква з 1933 року тзв. українського народного стилю збудована на місці старішої, яка згоріла два роки тому. Довгі роки слугувала як склад, потім повернута законним власникам. У 90—их рр відремонтована за сприяння емігрантів з Канади а в 1995 році висвячена.
- мурована каплиця з початку 19 століття з вівтарем, який збудований з решток старішого іконостасу.